# Гас смејавац (Код Лиоко)
Гас смејавац (фр. Crise de rire) је петнаеста епизода прве сезоне серије Код Лиоко.

## Опис
На часу код госпође Херц, професорка се смеје док Џереми каже: „Никад је нисам видео да се оволико смеје“, а Од каже „Ја је нисам видео да се икад смеје!“. Госпођа Херц затим објасни да смех долази од гаса који се зове „азотсубоксид“, чешће познатог као „гас смејавац“, и каже им да се овај гас понекад користи у болницама како би опустио пацијенте. Штавише, гас може да буде и опасан по живот ако му се дејство не неутралише, због чега попије мало воде.
У међувремену, Јуми показује знаке интензивне нервозе и емотивног стреса два дана. Децаци нису у стању да сазнају шта се дешава са њом и нико не може да је бодри, чак ни Улрик. Улрик покушава да је смири, а Јуми одговори: „Ако ти се толико прича, причај сам са собом!“ и одлази. Сиси слуша овај разговор и каже Улрику да нису све девојчице као Јуми. Улрик јој одговара: „Да, штета“ и одлази. Сиси иде до Улрика и пита га да ли ће учествовати у јавној проби за школску представу. Каже да хоће, али не због ње већ због Ода.
Да би сазнао шта се дешава са Јуми, Улрик иде до њене куће следеће вечери, држећи ружу. Она му признаје да су се њени родитељи посвађали и отац је отишао да на неко време живи са колегом. На Кадик академији, Ксена поседује гас смејавац у згради природних наука и користи га да нападне Ода, који свира гитару у аудиторијуму. Сиси, веома љута, полива га водом, не знајући за узрок његовог манијачког смеха. Када Од говори другим Лиоко ратницима о свом искуству, мисле да је ово Ксенин напад.
Желећи да помогне да се Јумини родитељи врате заједно, Улрик користи улогу у школској представи Ромео и Јулија као начин да то уради. Он се нерадо слаже да игра улогу Ромеа и Јуми одлучује да игра улогу стражара, иако мрзи костим. Каже да је лагала родитељима рекавши да други неће доћи тако да ће се вратити заједно. Улрик и Јуми остају у школи док Од иде у Лиоко не би ли помогао Аелити да деактивира торањ. Али, гас који је Ксена запоседнуо прилази Улрику и Јуми док су на представи. Од се виртуелизује у Лиоко, али гас улази у његов скенер и озбиљно га слаби. Гас нападне и Џеремија у лабораторији фабрике и он је присиљен да се склони у канализациону воду. Кад Од стигне у планински сектор, већ се осећа слабо и након кратке битке са блоковима налази Аелиту у торњу. Пратећи Ксенине пулсације, Од све више и више слаби и кад су нашли торањ, Аелита схвата да је једини начин да га деактивира наћи пут кроз лавиринт.
У школи, гас напада Улрика и Јуми. До тада су се Јумин отац и мајка игнорисали међусобно, али вратили једно другом кад су видели у каквом су стању Улрик и њихова ћерка. Сиси, сетивши се свог искуства са Одом, проспе воду на Улрика, који каже да се осећао као да га нешто контролише. Он користи флашу са водом да помогне Јуми, која се и даље смеје неконтролисано, зауставивши проблем. Али, гас се враћа и поново напада. Од и Аелита у Лиоку се безнадежно крећу кроз лавиринт. Међутим, Од има психичку визију и даје Аелити којим путем да иде. Она успешно успева да пронађе торањ и деактивира га, зауставља гас и спасава Улрика, Јуми и Џеремија пре него што су умрли због смеха. Потом се покрене враћање у време.
После повратка у прошлост, Јуми изјављује да ће поново учествовати у представи Ромео и Јулија. Међутим, Лиоко ратници је подсећају да је то такође начин да поново уједине њене родитеље. Џереми онда најављује да има идеју какав је план: овог пута Јуми неће играти улогу стражара. Током пробе, Јуми шапута Улрику његов текст иза сцене, док Херв овог пута игра улогу стражара. Жбун који је покривао Јуми се уклања, и сви почињу да се смеју. Јумни изглед на сцени изазива смех публике, укључујући и њених родитеља. Јуми се смеје и завршава се епизода.

## Емитовање
Епизода је премијерно емитована 10. децембра 2003. у Француској. У Сједињеним Америчким Државама је емитована 7. маја 2004.